# Xouaxange
Xouaxange település Franciaországban, Moselle megyében. Lakosainak száma 316 fő (2022. január 1.). Xouaxange Lorquin, Bébing, Héming, Hermelange, Imling és Neufmoulins községekkel határos.

## Népesség
A település népessége az elmúlt években az alábbi módon változott:
| Lakosok száma | 324  | 310  | 311  | 305  | 307  | 310  | 314  | 312  | 316  |
|               | 2013 | 2015 | 2016 | 2017 | 2018 | 2019 | 2020 | 2021 | 2022 |